# 村川堅太郎
村川 堅太郎（むらかわ けんたろう、1907年4月13日 - 1991年12月23日）は、日本の西洋史学者。東京大学名誉教授。日本学士院会員。

## 経歴
出生から修学期
1907年、東京帝国大学教授・村川堅固の長男として東京浅草に生まれた。成蹊中学、浦和高等学校を経て、東京帝国大学西洋史学科に進んだ。1930年に卒業。
西洋古典学研究者として
卒業後は、第一高等学校教授となった。1940年、東京帝国大学助教授に就任。戦後の1947年に教授昇格。1968年に東京大学を定年退官し、名誉教授となった。1967年に日本学士院会員に選出された。
1970年1月7日には講書始の儀で進講者をつとめ、「アリストテレスと歴史学」を講義した。1991年に死去。

## 受賞・栄典
- 1959年：随筆『地中海からの手紙』で日本エッセイスト・クラブ賞を受賞。

## 研究内容・業績
父に続いて西洋史研究を進め、ラテン語辞典編纂Thesaurus Linguae Latinae編纂などを通して、日本における古代ギリシャ、ローマ研究の基礎を築いた。その著作は『村川堅太郎古代史論集』(1993年)としてまとめられている。

## 家族・親族
- 父：村川堅固は西洋史学者。東京帝国大学教授を務めた[8]。

## 著書
単著
- 『地中海からの手紙』毎日新聞社 1958／中公文庫 1977 - 新版あとがき
- 『オリンピア：遺跡・祭典・競技』中公新書 1963／ちくま学芸文庫 2020年[9][10]
- 『古典古代游記』岩波書店 1993年 [11]
- Demiurgoi in Realenzyklopaedie der klassischen Alturtumswissenshaft

著作集
- 『村川堅太郎古代史論集』(全3巻) 岩波書店 1986 - 1987

1. 古代ギリシアの国家
2. 古代ギリシア人の思想
3. 古典古代の社会と経済

編著・共編著
- 『ギリシャ研究入門』北隆館 1949
- 『世界史』江上波夫・山本達郎・林健太郎共著、山川出版社 1952
  - 改訂『詳説 世界史』
- 『世界史小辞典』山川出版社 1968
- 『ギリシヤとローマ』(世界の歴史 2) 秀村欣二と 中央公論社 1961／中公文庫 1974
- 『古典古代の市民たち』(大世界史 2) 長谷川博隆・高橋秀と 文藝春秋 1967
  - 『ギリシア・ローマの盛衰　古典古代の市民たち』講談社学術文庫 1993
- 『ヘロドトス　トゥキュディデス』(世界の名著 5) 責任編集、中央公論社 1970

翻訳
- 『アリストテレス全集 経済学・アテナイ人の国制』河出書房 1939
  - 改訂『詩学 アテナイ人の国制 断片集 アリストテレス全集 17』岩波書店 1972
  - 改訳『アテナイ人の国制』岩波文庫 1980
- 『エリュトウラー海案内記』生活社 1946
  - 中公文庫 1993[12]。改版 2011
- 『女の議会』アリストパネス著、要書房 1948／岩波文庫 1954
  - 全集所収『アリストパネス 世界古典文学全集 12』筑摩書房 1964
  - 改訂新版『ギリシア喜劇 2』ちくま文庫
- 『アカルナイの人々』アリストパネス著、岩波文庫 1951
- 『ギリシア喜劇全集Ⅱ アリストパネス篇　アカルナイの人々、福の神』人文書院 1961[13]
- 『プルタルコス 世界古典文学全集 23』筑摩書房 1966。訳者代表
  - 『プルタルコス英雄伝』全3巻、ちくま学芸文庫 1996

記念論集
- 『古典古代の社会と思想 村川堅太郎教授還暦記念』秀村欣二・三浦一郎・太田秀通編、岩波書店 1969